# Shinjuku Golden Gai
Shinjuku Golden Gai (新宿ゴールデン街) est un petit secteur du quartier de Kabukichō, dans l'arrondissement de Shinjuku, à Tokyo, au Japon. Il est connu pour son urbanisme particulier et pour sa vie nocturne. Il est composé de six ruelles connectées par d'étroits passages juste assez larges pour le passage d'une personne. La zone renferme plus de deux cents bars, clubs et bistros.

## Situation géographique
Golden Gai est situé à moins de dix minutes de marche au nord-est de la gare de Shinjuku, juste à l'ouest du sanctuaire Hanazono-jinja.

## Urbanisme
Golden Gai est constitué de petits édifices de deux étages, souvent délabrés, construits très près les uns des autres et séparés par d'étroites ruelles pauvrement éclairées. Il est un des rares vestiges de l'architecture de la ville de Tokyo avant le miracle économique japonais qui suivit la Seconde Guerre mondiale, pendant lequel le plan de la ville fut redessiné pour élargir les rues et les immeubles. Golden Gai était à l'origine surtout connu pour être un haut lieu du marché noir et de la prostitution mais son interdiction en 1958 entraîna le développement du quartier tel qu'on le connaît au XXIe siècle,.
La plupart des constructions possèdent deux niveaux, le rez-de-chaussée abritant un bar et l'étage un petit appartement ou un deuxième établissement. Les édifices ont une surface au sol de 10 à 15 m2 et les bars sont souvent trop petits pour accueillir plus de dix personnes, dont quatre à six au bar ; nombre d'entre eux exploitent un thème précis comme le jazz, le R&B, le punk rock ou le flamenco ou se sont spécialisés dans le karaoké, le go, les vieux jeux vidéo Nintendo ou le cinéma de la Nouvelle Vague. Certains n'acceptent que des habitués qui sont les seuls autorisés à y faire entrer de nouveaux clients. Ces établissements sont notamment fréquentés par des artistes (musiciens, écrivains, acteurs, réalisateurs, etc.). Malgré tout, certains bars acceptent les clients de passage, faisant même l'effort d'afficher les cartes et les prix en anglais pour attirer les touristes. La plupart des établissements n'ouvrent qu'à 21 h ou 22 h et la zone est très calme la journée et en début de soirée.
La zone abrite en outre un petit théâtre, le Shinjuku Golden Street Theatre.

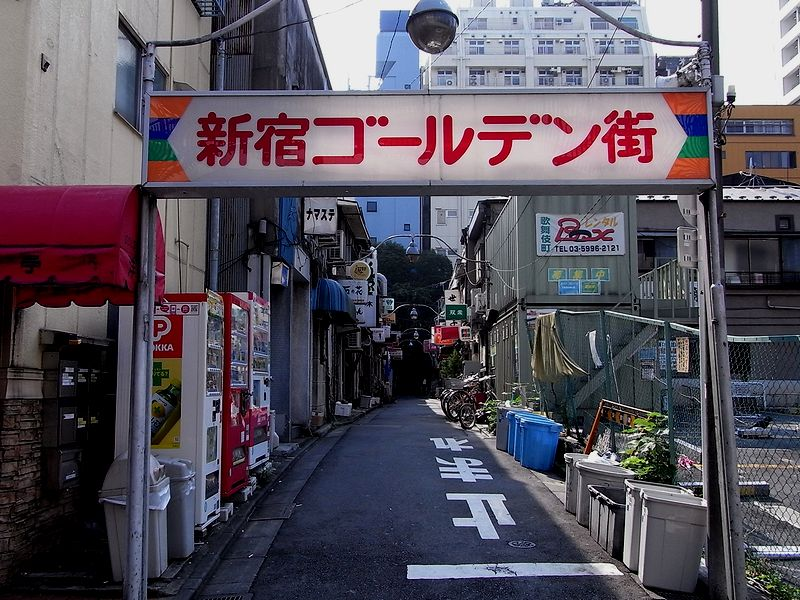
Une des entrées de Golden Gai.
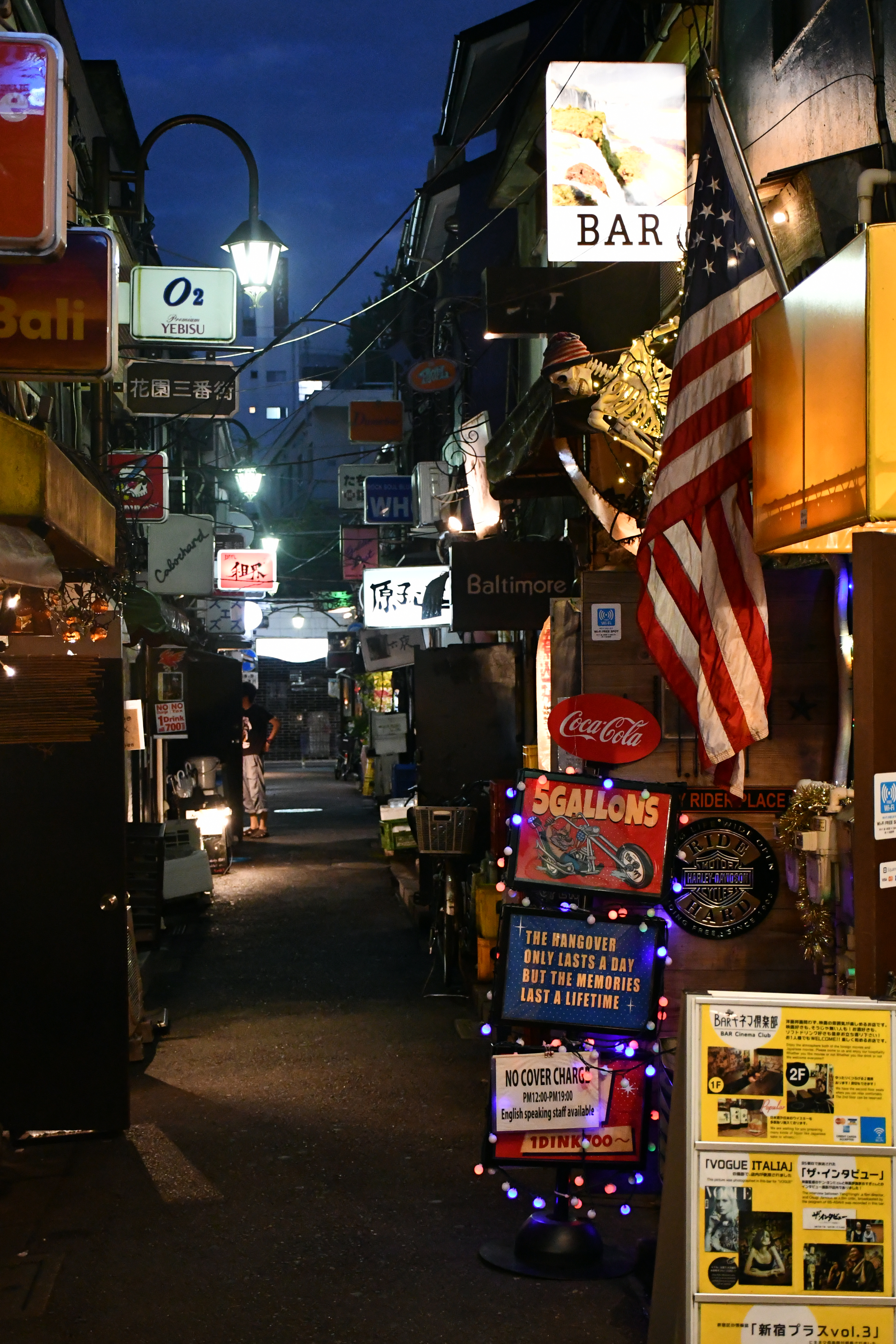
Une ruelle de nuit.
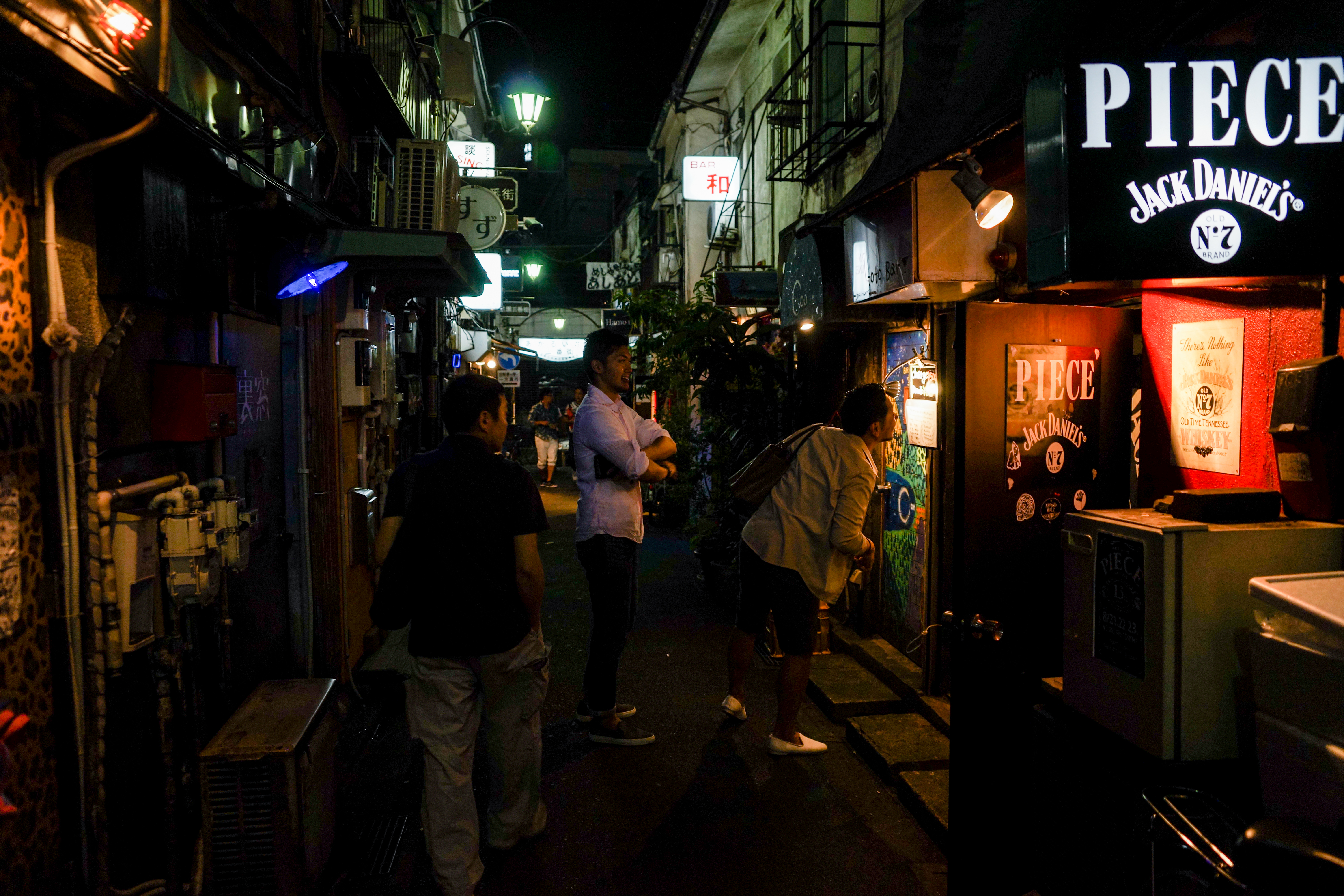
La rue Akarui Hanazono Sanban la nuit.
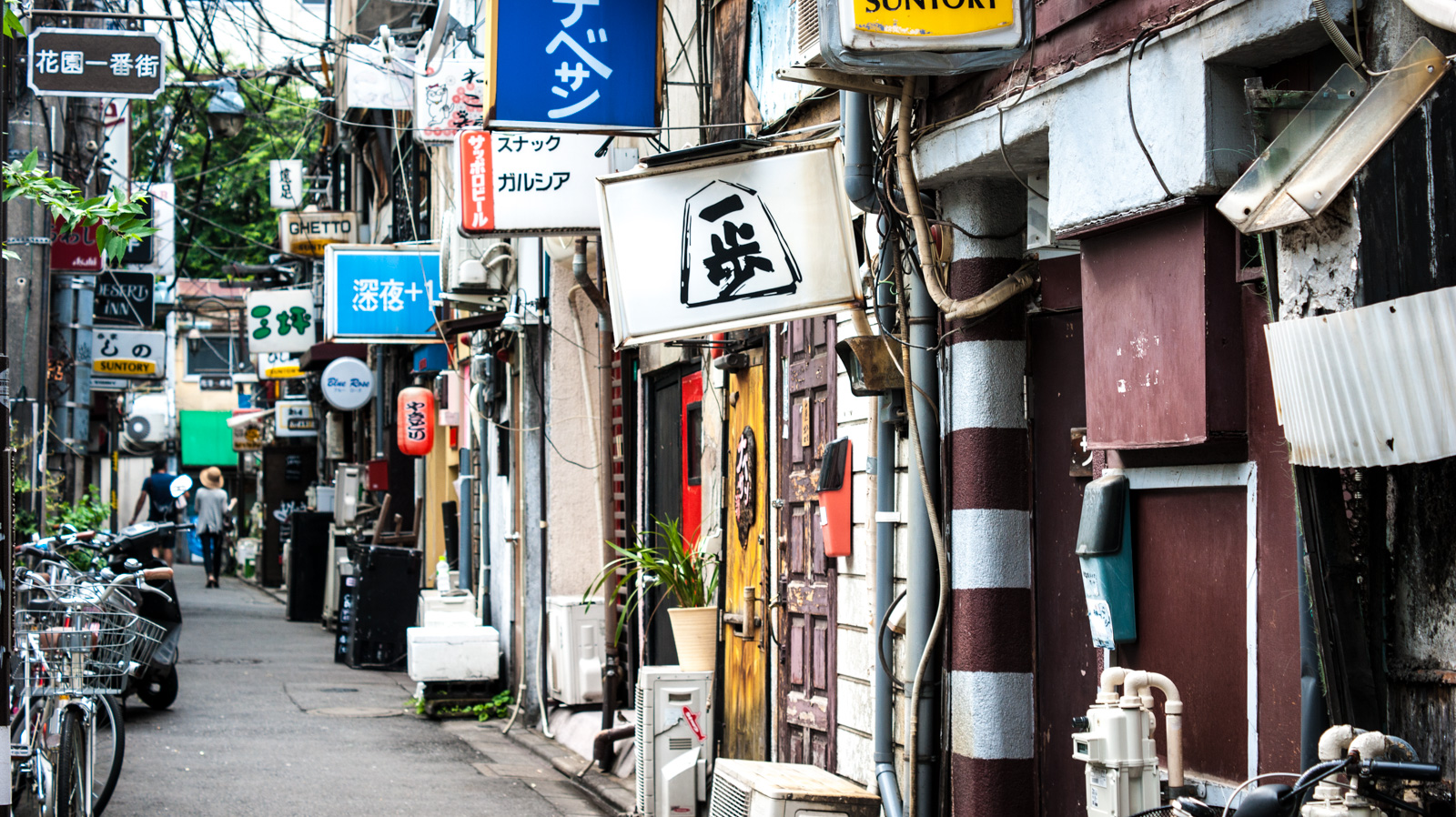
La rue Akarui Hanazono Ichiban le matin.